# 梶原一紘
梶原 一紘（かじはら かずひろ）は、大阪府生まれのフルーティスト。三響フルートプラザ講師。

## 経歴
幼少の頃よりピアノを、12歳からフルートを始める。東京藝術大学音楽学部附属音楽高校、東京芸術大学を卒業後渡仏。フランス国立クレテイユ地方音楽院を満場一致最優秀の成績にて修了後、パリ・エコールノルマル音楽院にて研鑽を積む。マグナムトリオのメンバーとして日本国内はもとよりイギリス、カナダ、韓国をはじめさまざまな演奏会やフルートフェスティバルに招聘され好評を博す。フランスではこれまでにコロンヌ管弦楽団、オーケストル・ベルアールなどの演奏会に参加。2016年サントリーサマーフェスティバルに出演するなど現代音楽の分野に於いても評価が高まっている。
これまでに長山慶子、金昌国、萩原貴子、神田寛明、中野富雄、ジョルジュ・アリオル、アラン・メナール、トマ・プレヴォーの各氏に師事。
2枚組CD・鈴木治行「語りもの」に2曲で参加している。